# 高空拯救專隊
高空拯救專隊（英語：High Angle Rescue Team，縮寫为）前稱高角度拯救專隊，成立於2011年8月12日，隸屬於香港消防處，高空拯救專隊是一支運用繩索及相關裝備，將消防員帶到難以前往的地方，執行拯救工作的消防救援隊伍。最初的構思，專隊主要執行指定位置的高難度救援任務，包括涉及纜車、機動遊戲、塔式起重機、橋、塔、建築地盤、棚架及吊船等的事故。  隨著專隊的技術發展和功能的強化，專隊的工作範圍已不限於原先設定的七種處境，新的職能包括無人機運作、複雜攀山拯救和危險樹木處理等等。 至2020年4月，高空拯救專隊每年平均出動約80次左右。

## 組織
高空拯救專隊由一名消防區長擔任隊長，由十名常額人員負責管理，下設三支分別駐守於香港總區薄扶林消防局、九龍總區九龍灣消防局及新界總區田心消防局的小隊（均配備大搶救車），以及一支技術支援隊（配備高空拯救支援車）。僅在有需要時才會集合，崗位屬於兼任職務。

## 歷史

### 籌備
於香港，向高空發展或結構複雜的建築物愈來愈多，包括高度達數百米的大廈，為了應付可能發生在高空的意外，香港消防處於2010年起籌備成立專隊，包括購置最先進的高空拯救器材、提升人員的知識和技術；包括耗資140萬港元訓練人員，及耗資380萬港元添置器材及裝備。

### 成立
高角度拯救專隊於2011年8月12日成立，共52名人員，從400人中選拔出來；成立初期只有田心和薄扶林兩支小隊，至2016年第一季再成立第三支小隊，駐守在九龍總區九龍灣消防局，以達致初期定下的員額目標；未來亦會根據未來的實際情況及需要，增加小隊數目。
2011年8月30日，香港仔中心發生了一宗企圖跳樓案件，由於位處地面無足夠空間容納張開救生氣墊，高角度拯救專隊首次出動。
於2013年公務員優質服務獎勵計劃中，高空拯救專隊獲頒授危機/突發事件支援服務獎金獎。

### 遴選
投考加入高空拯救專隊的人員必須無畏高，思緒冷靜，能夠於高度壓力下保持理性思考。投考人首先會接受面試，以測試其應變能力，例如被要求立即從一段短片中尋找安全隱患，在指定時間內從地面跑步上到塔式建築，配帶安全帶、檢查及架設繩索系統、再遊繩下降後，及後立即進行能力傾向測試，以確保投考人能夠在心理及生理上備受壓力下，仍然能夠冷靜思考。

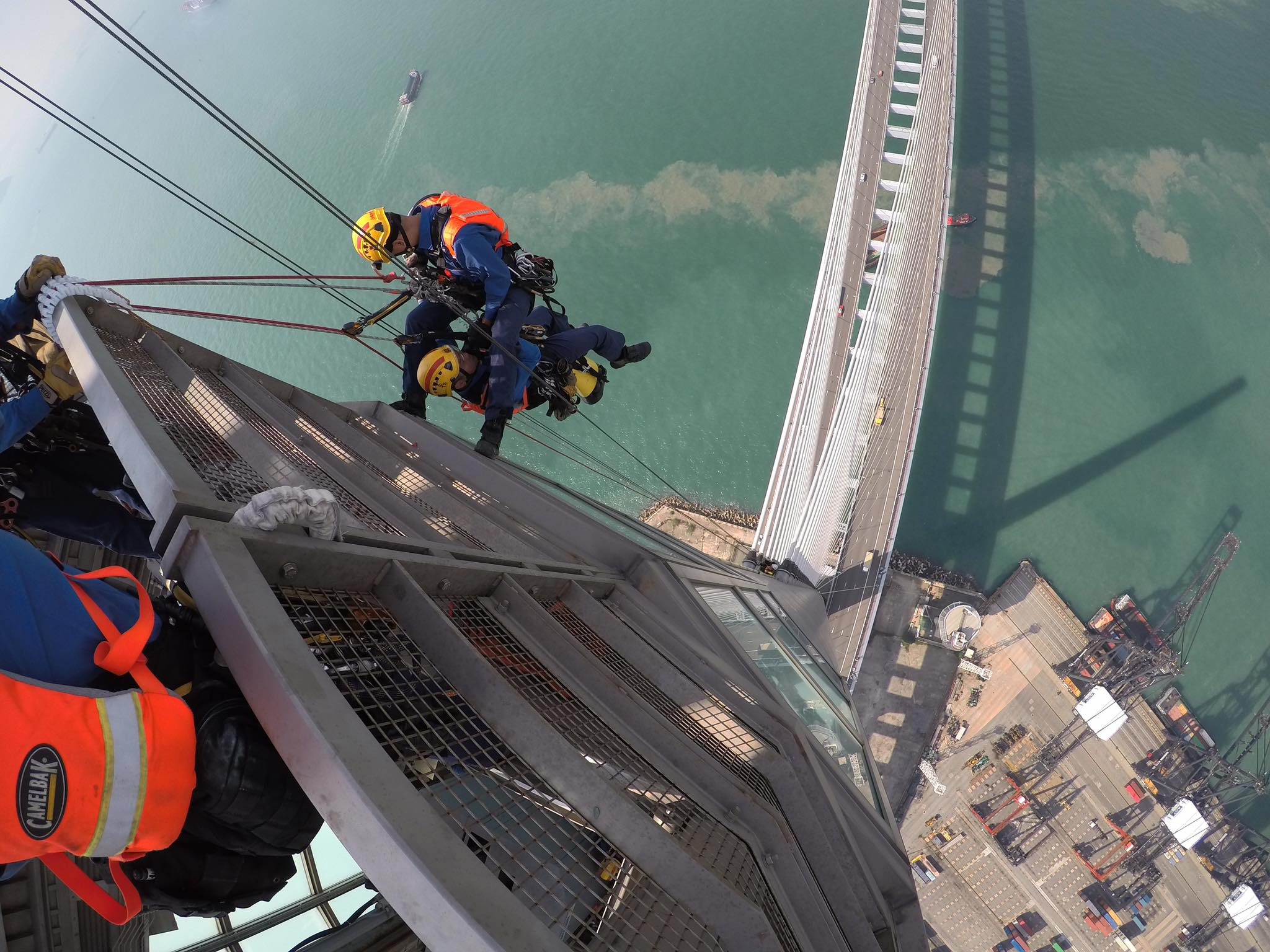
高空拯救訓練 （位於昂船洲大橋）

### 訓練
投考人通過遴選後，會進入為期5週的進階訓練 ──為期兩週由工業繩索工作專業協會的認可一級高空工作技術員訓練，包括長達4小時的懸吊訓練，確保人員適應高空；以及為期3週針對各種難於拯救的位置的實地訓練（包括各類地盤天秤、貨櫃碼頭塔式起重機、大廈外牆吊船和棚架等；亦有特定地點，包括昂船洲大橋橋躉、昂坪360、海洋公園纜車系統及樓高20層的大廈），亦有包括進階繩索及專門裝備使用等等。於訓練完成後，人員需要通過由外國考官（主要来自英國、新加坡、印度和澳大利亞）主持的考試覆核，方能成為其中一員。

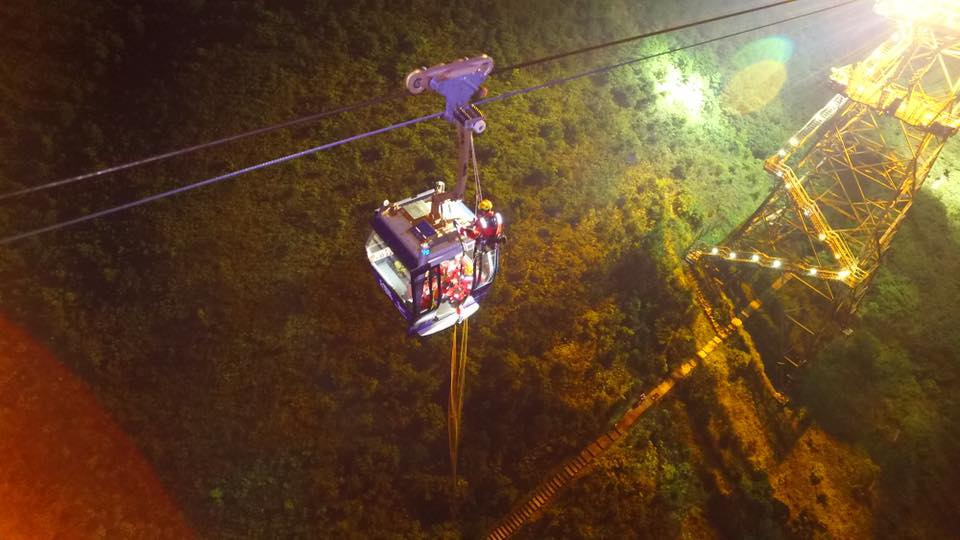
纜車拯救訓練

### 培訓
專隊將消防員帶到懸空的空間執行救援工作,因此隊伍會安排不同的技能訓練給專隊人員,例如吊船操作和繫穩錨固裝置安裝課程等。 人員於日後亦需要接受定期的每月訓練（除了於遴選時的選擇地點外，亦包括了環球貿易廣場、青馬大橋、南丫島風采發電站風力發電機及港島西雨水排放隧道入口等等），每3年亦需要接受一次技術覆核檢查。
至2015年，位於消防及救護學院的搶險救援樓、模擬纜車和專門用於基礎技術訓練的設施將會落成啟用，成為高空拯救專隊的專用訓練設施。

## 制服

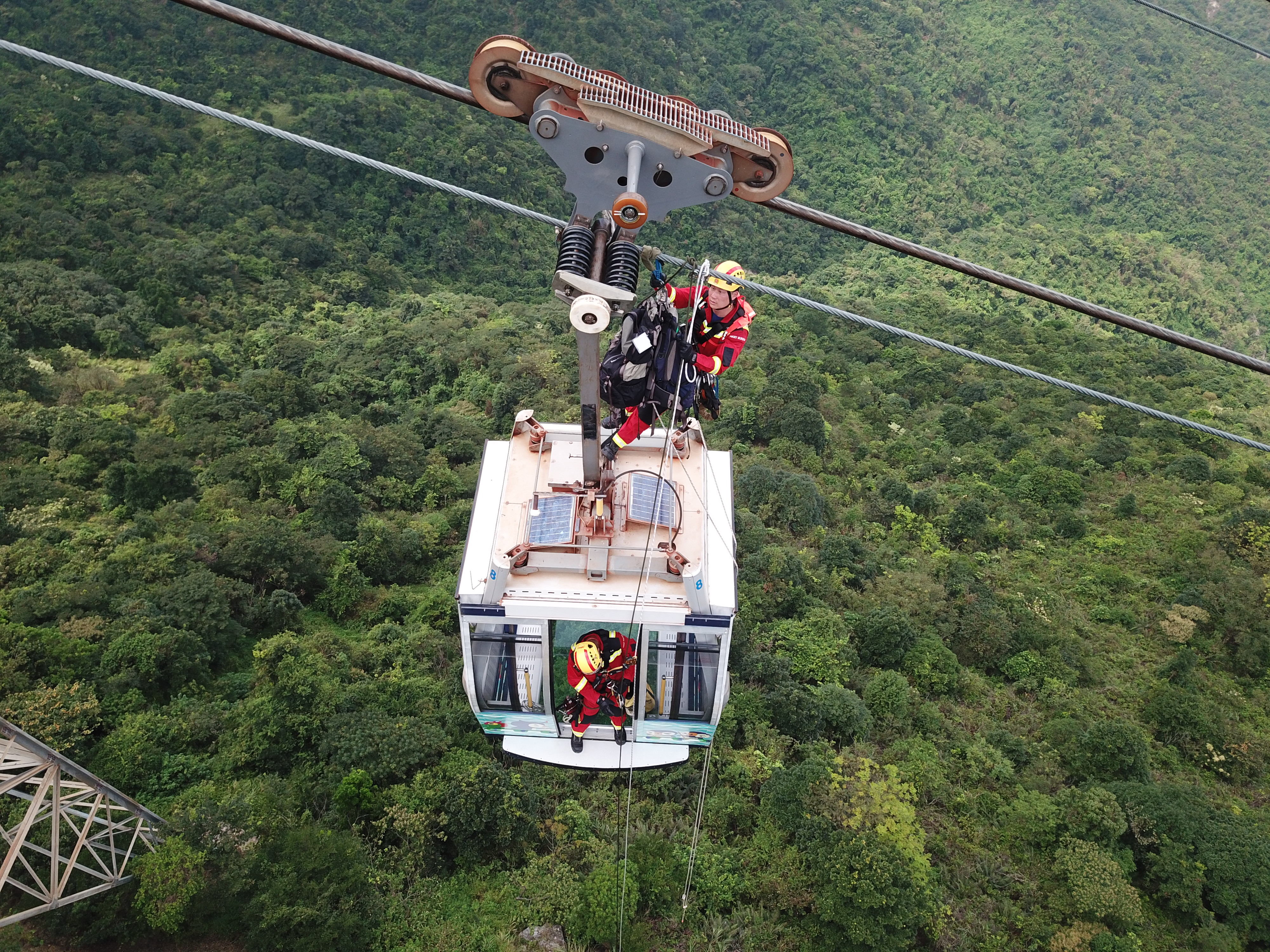
纜車拯救訓練

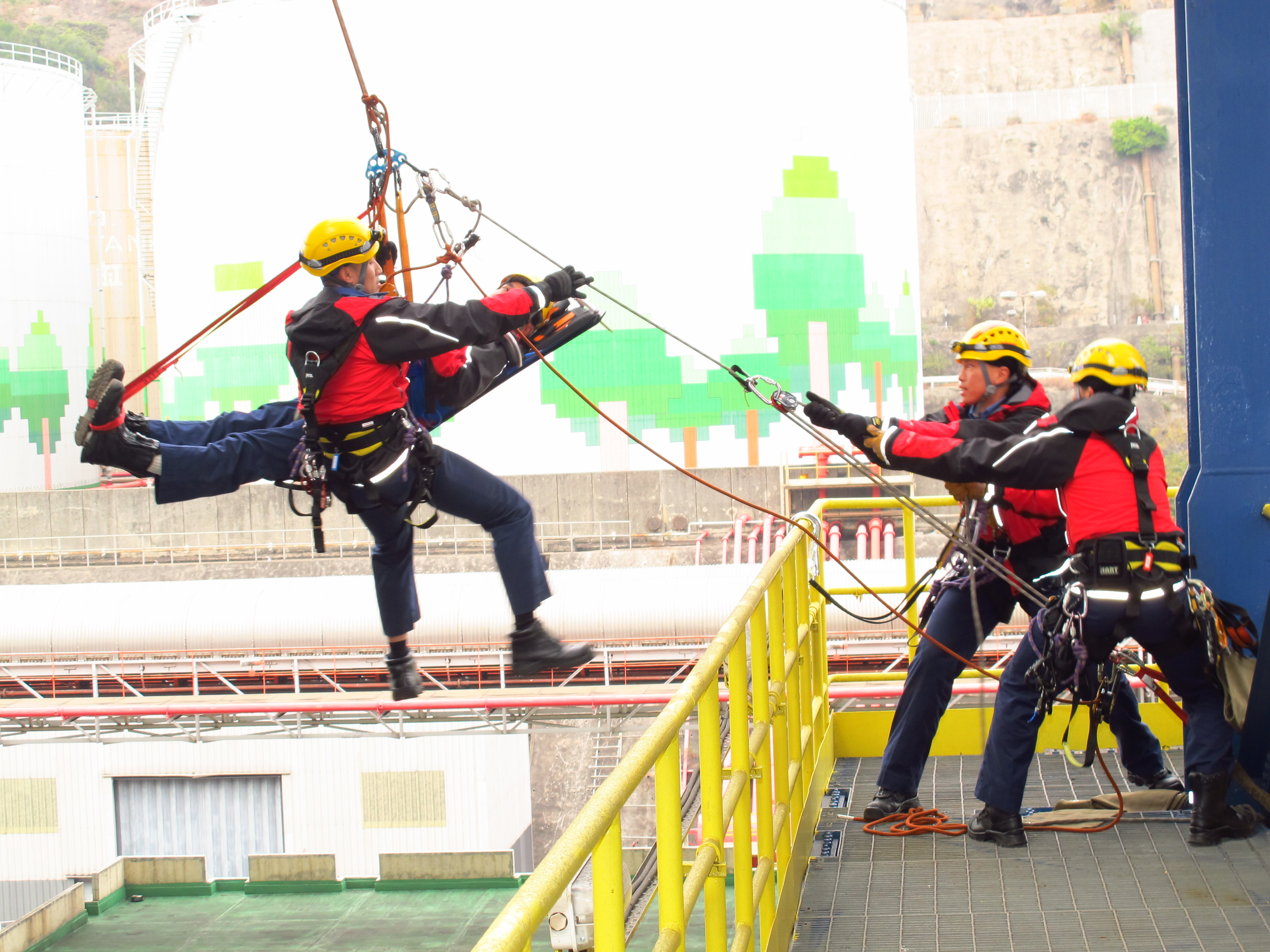
拯救訓練

高空拯救專隊人員穿著紅色連身服。
高反光紅色防水風褸

## 裝備
每名高空拯救專隊人員的個人裝備合共為13件，重20磅，總值約15,000港元。
- 盔：Petzl VERTEX VENT，盔上有兩條紅色條紋，兩側標示紅色「HART」字樣[4]。
- 頭燈：具有防爆功能。
- 高筒安全鞋：HAIX SR1，具有防水及防滑功能。
- 安全帶
  - 半身背板式安全帶：美國製造，價值12,000港元，可以協助人員於狹窄環境中執行任務。
  - 全身式安全帶：法国攀索制造，具備多挂点及器材悬挂点，可以拆卸为半身或者胸式安全带。
- 反光背包式水袋[11]
- 繩索：多款，包括一款長達200米。
- 多用架組合：美國加州山地公司（Votex A-frame）製造，價值40,000港元，能夠以膨胀螺絲釘固定於地面或者天台上，或者以钢针插进泥土內作為锚点（pickets-anchor），亦可以將救生繩延長約1米的距離（即“负角度架设”），以減少在執行任務時人員和傷者被大廈牆身或者崖邊磨損的機率。
- 防墮掛鈎
- 電動升降器[12]（俗称：小飞人；ActSafe），共有5部，瑞典製造，每套價值16萬港元，能夠以最快的每分鐘22米的速度，控制繩索升降，負重量约250公斤[13][14][15]。電池充滿時，可以在負重120公斤的情況下運作200米的高度距離；電池耗盡時，機身設有緊急下放裝置，以每秒半米的速度控制繩索安全降下[16][17][18]。
- 整合式半身脊椎板救生吊帶：可以用作垂直或者水平吊運，方便於狹窄的空間吊運傷者，同時為到傷者脊椎提供保護[19]。

## 車輛
目前已知5輛高空拯救專隊專屬車輛。
| 車牌  | 車身                             | 備註                                                                                 |
| ----- | -------------------------------- | ------------------------------------------------------------------------------------ |
| F2702 | 薄扶林大搶救車 (MRU)             | MAN TGM 15.250                                                                       |
| F2712 | 九龍灣大搶救車 (MRU)             | MAN TGM 15.250                                                                       |
| F293  | 田心大搶救車 (MRU)               | 車身中文字樣標示為「高空拯救」及「HIGH ANGLE RESCUE」MAN LE 160 C                    |
| F2709 | 田心大搶救車 (MRU)               | MAN TGM 15.250                                                                       |
| F7931 | 高空拯救專隊多種用途客貨車 (MPV) | *駐守消防及救護學院                                                                  |
| F6501 | 高空拯救專隊支援車 (HSV)         | 為高空拯救專隊人員提供技術支援 Mercedes-Benz平治Sprinter 516 CDI *駐守消防及救護學院 |

## 大事記
- 連串獅子山「我要真普選」直幡拆除行動。
- 大帽山寒冷天氣救援行動[]
- 2016年5月20日城市大學天花倒塌救援行動
- 2017年3月22日馬鞍山吊手岩搜救行動
- *2017年8月26日，8號風球飛鵝山攀山拯救（页面存档备份，存于）

## 外部連結
- 消防處成立高角度拯救專隊 (24.8.2011) （页面存档备份，存于）
- 高角度拯救隊救援能力高 bbTV 2011年8月24日
- 公務員優質服務獎短片系列香港消防處高角度拯救專隊
- 時刻備戰，高空救人（页面存档备份，存于） 香港政府新聞網 2017年6月23日